# Ludwig von Gienanth

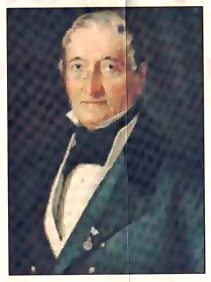
Ludwig von Gienanth mit dem Verdienstorden der Bayerischen Krone

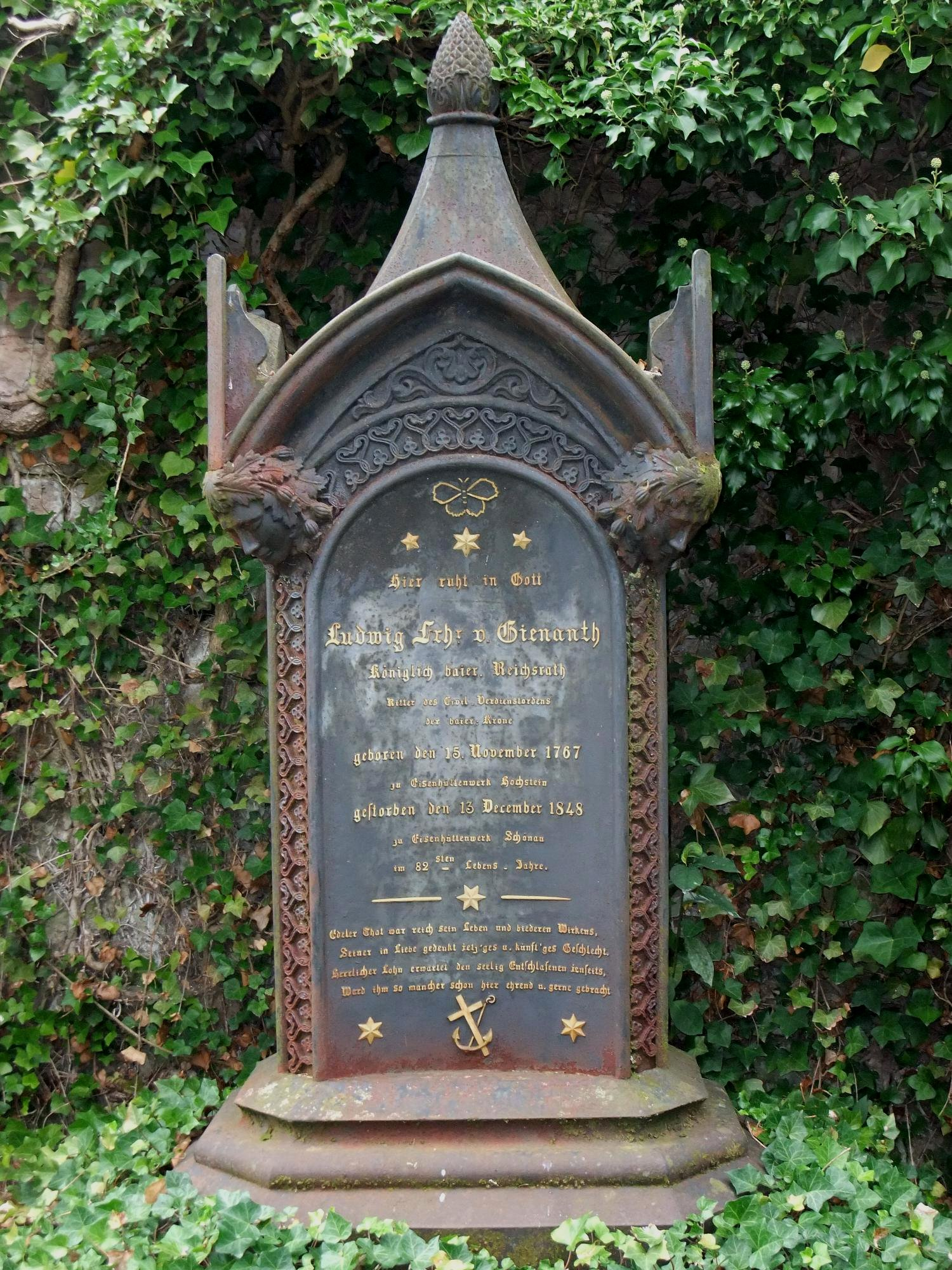
Grabmal für Ludwig von Gienanth auf dem Friedhof Hochstein

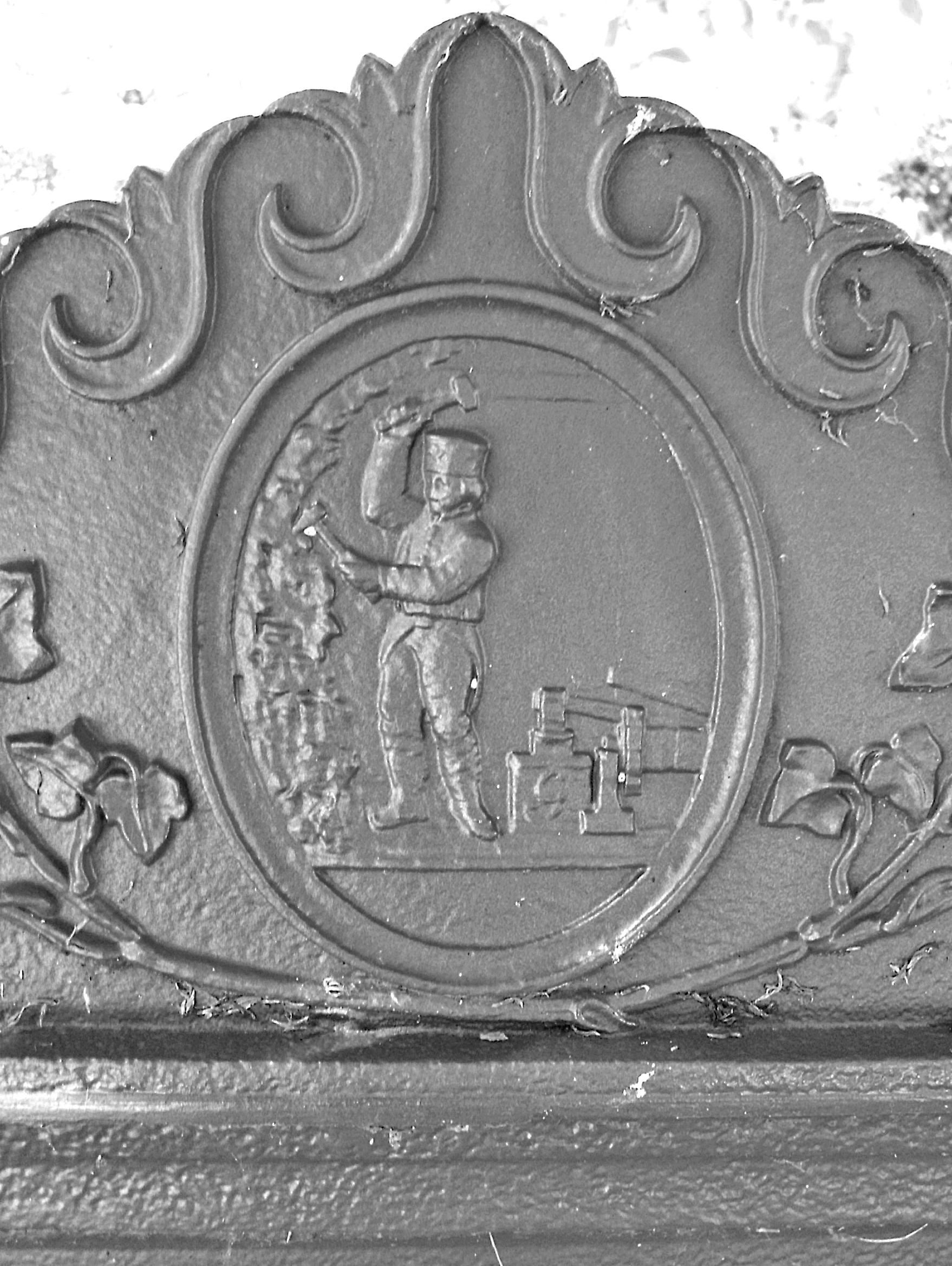
Gienanth–Signet (1829) vom Grab des Sohnes August von Gienanth (Auf dem Amboss ist ein „G“ zu sehen)

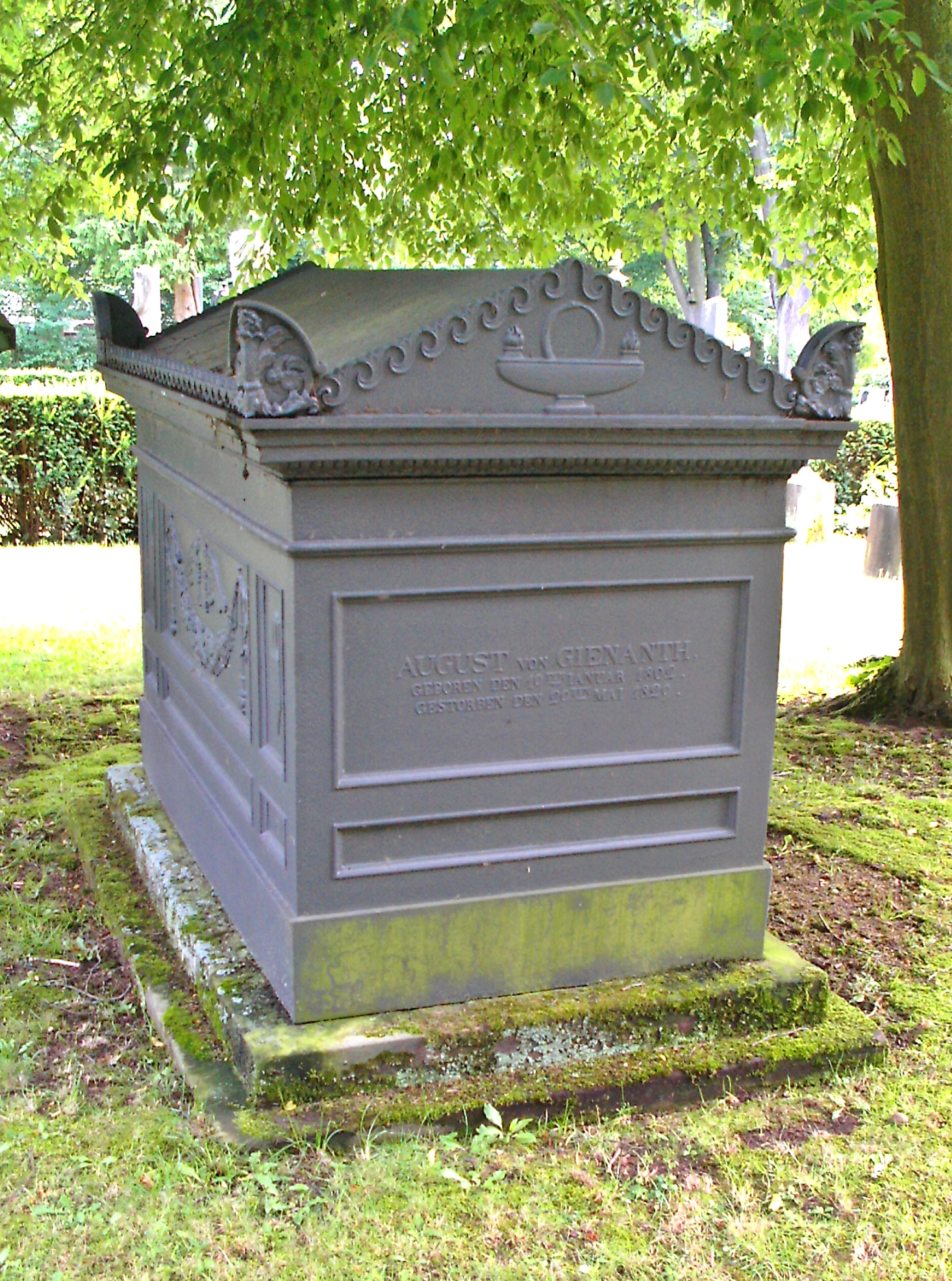
Gusseisen-Grabmal des Sohnes August von Gienanth auf dem Hauptfriedhof Kaiserslautern

Johann Ludwig Michael Gienanth, auch Jean-Louis oder Louis genannt, ab 1817 Ritter von Gienanth, ab 1835 Freiherr von Gienanth, (* 15. Oktober 1767 in Hochstein; † 13. Dezember 1848 in Schönau) war ein deutscher Unternehmer in der Montanindustrie.

## Leben
Gienanth entstammte einer Hüttenbesitzerfamilie, deren Familienname ursprünglich Guinand lautete. Er war ein Sohn des kurpfälzischen Bergrats und Hüttenbesitzers Johann Jakob Gienanth und dessen Ehefrau Maria Magdalena Gienanth geborene Rettig. Nach einem kurzen Besuch der Schule in Alsenbrück ging er in die Lateinschule in Grünstadt. Er studierte an der Hohen Kameral-Schule zu Kaiserslautern, an der Ruprecht-Karls-Universität Heidelberg und der Bergakademie Clausthal. Von seinem Vater übernahm er eine kleine Schmelze oberhalb des Rheins. 1791 pachtete er vom Großen Rat von Bern das Eisenwerk bei Meiringen im Berner Oberland. Sein Vater war bereits 1777 verstorben und seine Mutter verwaltete seither den Familienbesitz. Nach dem Tod der beiden älteren Brüder kehrte Ludwig Gienanth 1793 in die Pfalz zurück und übernahm aus dem väterlichen Besitz die Eisenwerke in Hochstein, Trippstadt und Altleiningen. 1800 kaufte er das Eisenwerk in Eisenberg (Pfalz) und wurde so zum größten Arbeitgeber der Pfalz.
Von der französischen Besatzungsmacht wurde er am 15. Oktober 1802 zum Conseiller Général de Commerce d’Agriculture et des Arts ernannt. Ab 1802 gehörte er dem Departementsrat an und ab 1805 war er Spezialkommissar für Straßenbau im Departement Donnersberg.
Nach dem Übergang der Pfalz an das Königreich Bayern 1816 leitete Gienanth die Wahlen zum pfälzischen Landrat, dem er auch selbst angehörte. 1817 erhielt er das Ritterkreuz des Verdienstordens der Bayerischen Krone und wurde in den Adelsstand erhoben, seit 1819 war er Reichsrat der Krone Bayerns. 1833 gründete er für seine Arbeiter eine Betriebskrankenkasse. Im Mai 1835 kaufte er die Schmelze in Schönau und die Imsbacher Erzgrube. Am 27. September 1835 verlieh König Ludwig I. ihm die erbliche bayerische Freiherrenwürde nebst einem Wappen.
Ludwig Gienanth war seit 1800 verheiratet mit Sophie Katharina geb. Stoeß (1783–1821) aus Mannheim. Die Familie lebte in Hochstein. Als männliche Nachkommen hatten sie die Söhne August (1802–1829), Friedrich (1805–1842) und Carl (1818–1890), dazu die Töchter Amalia (verheiratet mit Regierungsdirektor Friedrich von Neimans) und Juliane (verheiratet mit Gustav Freiherr von Gemmingen-Hagenschieß). Im Alter übersiedelte Ludwig Gienanth nach Schönau und widmete sich dem dortigen Eisenwerk, das er den beiden Töchtern vermachte. Die Gemeinde Schönau verlieh ihm die Ehrenbürgerwürde.
Dem früh verstorbenen August von Gienanth, dem er 1822 den Trippstadter Betrieb überschrieben hatte, ließ der Vater in Kaiserslautern ein klassizistisches Gusseisen-Grabmal in Tumbaform errichten, das heute auf dem dortigen Hauptfriedhof steht. Neben einem frühen Emblem der Gienanthwerke trägt es die Inschrift:

„Du starbst o Sohn zu früh für mich, zu früh auch für die Meinen, die wehmutsvoll mit mir um Dich, den edlen Bruder weinen. Doch tröstet uns das Wiedersehn in einem bessren Leben, wo Du verklärt, aus jenen Höh`n, uns wirst entgegen schweben.“

Der zweite Sohn Friedrich übernahm ab 1823 die Leitung der Eisenberger und Altleininger Werke. Der zwischen 1826 und 1834 bei Eisenberg entstandene „Landschaftspark Friedrich von Gienanth“ erinnert noch heute an seinen ebenfalls jung verstorbenen Schöpfer. Er war verheiratet mit Caroline von Stichaner, einer Tochter des pfälzischen Regierungspräsidenten Joseph von Stichaner.
1841 übergab Ludwig von Gienanth die Leitung seiner Werke außer Schönau seinem jüngsten Sohn Carl, der schließlich als einzig überlebender Stammhalter das Erbe seiner Vorväter fortführte. Er war verheiratet mit Mathilde geb. von Horn (1822–1862), einer Tochter des Generals Wilhelm von Horn (1784–1847), einem Neffen des Fürsten Carl Philipp von Wrede.
Einer von Ludwig von Gienanths Enkeln war der Forschungsreisende Richard von Neimans (1832–1858).